# Palaia de Sant Pau
La palaia de Sant Pau, llengua de Sant Pau, llenguado ocel·lat, palaí, perdiu de Sant Pau o soldat (Microchirus ocellatus) és un peix teleosti de la família dels soleids i de l'ordre dels pleuronectiformes.

## Morfologia
- La talla màxima és de 20 cm.
- Presenta el cos pla, allargat i ovalat.
- Els ulls es troben al costat esquerre i el superior es troba per davant de l'inferior.
- L'aleta dorsal comença per davant l'ull i acaba abans d'arribar al peduncle caudal.
- L'anal té la mateixa forma i mida que la dorsal.
- Tant les pectorals com les pèlviques són petites.
- La caudal és petita i arrodonida.
- El costat superior és de color marró fosc amb quatre o cinc ocels.[2]

## Reproducció
Té lloc durant l'hivern.

## Alimentació
Menja petits invertebrats bentònics.

## Hàbitat
És bentònic de fons sorrencs i fangosos a fondàries compreses entre els 50 i 300 m.

## Distribució geogràfica
Es troba a les costes de l'Atlàntic oriental (Madeira, Canàries, Senegal, Ghana, Guinea Bissau, Sierra Leone, sud-oest de la península Ibèrica), Mar Mediterrània i oest de l'oceà Índic (Sud-àfrica).

## Costums
S'enterra a la sorra per passar desapercebut i per aguaitar les preses.

## Pesca
Es captura amb arts d'arrossegament.